# Ca Lê Hồng
Ca Lê Hồng (sinh năm 1938) là một diễn viên, đạo diễn sân khấu người Việt Nam. Dù khởi đầu là một diễn viên múa, song bà lại nổi tiếng qua những vở cải lương như Võ Thị Sáu, Thái hậu Dương Vân Nga cũng như trong công tác quản lý, giảng dạy và đào tạo nhiều nghệ sĩ sân khấu.

## Tiểu sử
Ca Lê Hồng sinh năm 1938 tại Bến Tre trong một gia đình tri thức. Cha bà là Ca Văn Thỉnh, từng giữ chức Quyền Bộ trưởng Bộ Giáo dục năm 1946 trong chính phủ Việt Nam thời kỳ Chiến tranh Đông Dương; còn mẹ bà là một nhà giáo. Anh chị em của bà đều tham gia hoạt động trong lĩnh vực văn hoá – nghệ thuật, gồm có nhạc sĩ Ca Lê Thuần, nhà thơ Lê Anh Xuân (tức Ca Lê Hiến), và hoạ sĩ Ca Lê Thắng. Em dâu bà là họa sĩ điêu khắc Phan Gia Hương, chị dâu là giảng viên thanh nhạc Mỹ An.
Dù cha bà muốn bà trở thành một giáo viên, nhưng năm 1954 sau khi tập kết ra Bắc, bà trở thành một diễn viên múa. Sau khi Đoàn cải lương Nam Bộ được thành lập, bà được tăng cường về làm diễn viên ca kịch và xuất hiện trong một số vở cải lương của đoàn, trong đó nổi bật có Dệt gấm, Võ Thị Sáu, Tình ca mùa xuân, v.v.. Trong Chiến tranh Việt Nam, đoàn biểu diễn phục vụ nhiều tỉnh miền Trung ở Quân khu 5. Cuối năm 1967 (hoặc 1968) đến 1973, bà đi Liên Xô theo học đạo diễn ngành sân khấu Đại học Sân khấu Quốc gia Nga (GHITIS). Tốt nghiệp xong, bà về nước công tác tại Trường đại học sân khấu Việt Nam ở Hà Nội, làm quản lý, rồi giảng dạy, ngoài ra khi có dịp còn đảm nhận thêm vai trò đạo diễn và diễn viên. Dưới vai trò đạo diễn, bà tạo dấn ấn khi dàn dựng vở Dương Vân Nga (tác giả Huy Trường, chuyển thể từ kịch bản chèo của Trúc Đường) cho đoàn Thanh Minh – Thanh Nga, vai chính do NSƯT Thanh Nga đảm nhận nổi tiếng một thời. Bà còn tham gia dàn dựng, âm nhạc, vũ đạo nhiều vở diễn khác, khai thác tối đa khả năng ca diễn của nghệ sĩ.
Sau năm 1975, bà về miền Nam dạy học tại Trường Quốc gia âm nhạc và kịch nghệ (nay là Nhạc viện Thành phố Hồ Chí Minh), rồi chuyển sang dạy cải lương tại Trường Cao đẳng Nghệ thuật sân khấu 2 (tiền thân của Trường Đại học Sân khấu và Điện ảnh Thành phố Hồ Chí Minh). Năm 1979, bà giữ chức hiệu phó, rồi từ năm 1983 đến năm 1991 là hiệu trưởng của trường. Bà tham gia công tác tuyển sinh ngành đạo diễn của trường, chấm thi tốt nghiệp, tham gia ban giám khảo các hội thi, liên hoan, hội diễn nghệ thuật, các tọa đàm sân khấu truyền thống, các dự án gìn giữ và phát triển sân khấu. Bà cũng đào tạo nên nhiều tên tuổi cho sân khấu như NSND Trần Ngọc Giàu, NSƯT Thành Lộc, NSƯT Hữu Châu, NSƯT Minh Nhí, nghệ sĩ Thành Hội, MC Quyền Linh, v.v.. Năm 1992, bà về Sở Văn hoá – Thông tin Thành phố Hồ Chí Minh tập trung nghiên cứu văn hoá – nghệ thuật. Bà đang giữ chức Phó tổng thư ký Hội Sân khấu Thành phố Hồ Chí Minh.

## Tác phẩm

### Vở diễn cải lương
- Dệt gấm
- Võ Thị Sáu
- Tình ca mùa xuân
- Thái hậu Dương Vân Nga (1978)[1][9]
- Chất ngọc không tan (2013, SCTV)[1]

## Tặng thưởng
- Nghệ sĩ Ưu tú (1997)
- Huy hiệu 55 tuổi Đảng (2024)[8][10]